# Columbia (Luisiana)
Columbia é uma cidade  localizada no estado americano de Luisiana, na Paróquia de Caldwell.

## Demografia
Segundo o censo americano de 2000, a sua população era de 477 habitantes.
Em 2006, foi estimada uma população de 465, um decréscimo de 12 (-2.5%).

## Geografia
De acordo com o United States Census Bureau tem uma área de
2,0 km², dos quais 2,0 km² cobertos por terra e 0,0 km² cobertos por água. Columbia localiza-se a aproximadamente 23 m acima do nível do mar.

## Localidades na vizinhança
O diagrama seguinte representa as localidades num raio de 36 km ao redor de Columbia.